# Mîm
Mîm es un personaje ficticio que forma parte del legendarium creado por el escritor británico J. R. R. Tolkien y que aparece en sus novelas póstumas El Silmarillion y Los hijos de Húrin. Era un enano de la raza de los mezquinos (Noegyth Nibin en sindarin) y último de sus reyes, cuyo reino estaba en las cavernas bajo la colina de Amon Rûdh, en Beleriand Occidental.

## Historia
A finales del siglo quinto de la Primera Edad del Sol, toda la población de esta raza en decadencia consistía en Mîm y sus dos hijos, Ibûn y Khîm. 
En el 486 de la Primera Edad del Sol, Mîm fue capturado por los proscritos comandados por Túrin Turambar, hijo de Húrin; este prometió respetarle la vida si les buscaba refugio, y Mîm les llevó a vivir a sus cavernas secretas. Una vez allí, Túrin, al ver al enano llorar junto al cadáver de su hijo Khîm, atravesado por una flecha que había lanzado uno de sus hombres, se apiadó y le prometió que, cuando fuese rico, le daría una recompensa en oro. 
Al año siguiente, Mîm fue capturado por los orcos, y salvó su vida de nuevo traicionando esta vez a Túrin y su banda, quienes cayeron en una emboscada y fueron masacrados. 
Sin embargo, Mîm consiguió su libertad para bien poco: sus dos hijos perecieron; y el padre de Túrin, Húrin, encontró en Nargothrond al enano que había traicionado a su hijo, y le mató de un solo golpe.
- Datos: Q3245060